# L'uomo in rivolta
(incipit)
L'uomo in rivolta. Saggi (L'Homme révolté. Essais) è un saggio di Albert Camus pubblicato nel 1951 presso Gallimard (Parigi), dove egli confronta l'idea di rivoluzione, intesa come promozione di valori umani e rivolta contro l'assurdo, con la storia e il presente dei movimenti rivoluzionari.

## Contenuto
Camus differenzia la rivolta di tipo "storico" da quella di tipo "metafisico". L'uomo che segue quest'ultima, negando i valori religiosi compreso Dio, si sostituisce a questi giustificando l'arbitrio e il crimine. L'uomo invece che segue la rivolta "storica", annulla il valore del singolo uomo sacrificandolo a quello della storia. Portatrice di un ideale utopico di giustizia, la rivolta "storica" finisce per essere totalitaria: si situano all'interno di questo contesto sia bolscevismo sia nazionalsocialismo, anche se quest'ultimo è peggio del bolscevismo per i suoi contenuti irrazionali.
Alla rivolta "metafisica" e a quella "storica", Camus oppone la rivolta dell'"arte". La creatività alla base di questa rivolta deve tuttavia evitare gli estremi del realismo e del formalismo, conseguendo insieme realtà e forma. I valori della cultura mediterranea sono alla base di questa rivolta perché tale pensare è "misurato" e quindi ha come obiettivo il relativo offrendo solo una giustizia "relativa" che evita gli estremi.
La rivoluzione in Camus è intesa quindi come ricerca di equilibrio e azione creatrice, unica possibilità data all'uomo per trovare una risposta sempre negatagli dall'indifferenza di un mondo assurdo dominato dal non-senso, similmente a come esposto ne Il mito di Sisifo.
L'opera, che rimane anche ai nostri giorni attuale, sancì, nel 1953, la rottura di Camus con Sartre, del quale criticava l'atteggiamento filosovietico, provocando una divisione della vivace avanguardia intellettuale dell'epoca e consegnando di fatto Camus agli attacchi della sinistra francese.

## Struttura dell'opera
Dedicata da Camus al suo amico-professore Jean Grenier, l'opera si divide in una serie di saggi dedicati alle diverse tipologie di rivolte intese dall'autore.
1. L'uomo in rivolta (L'homme révolté)
2. La rivolta metafisica (La révolte métaphysique)
3. La rivolta storica (La révolte historique)
4. Rivolta e arte (Révolte et art)
5. Il pensiero meridiano (La pensée de midi)

## Edizioni
- L'uomo in rivolta, traduzione di Liliana Magrini, Milano, Bompiani, 1957,  pp. 335+3.
- L'uomo in rivolta, prefazione di Corrado Rosso, Collana NuovoPortico, Milano, Bompiani, 1980, ISBN 88-452-0708-0. ISBN 8845222055;  ISBN 8845237222.
- L'uomo in rivolta, Collana Tascabili.Saggi, Milano, Bompiani, 2002, ISBN 978-88-452-5278-5.